# Нафиси, Саид
Саид Нафиси (перс. سعید نفیسی‎, 8 июня 1895, Тегеран — 13 ноября 1966, Тегеран) — иранский историк, писатель, поэт, переводчик. Член Иранской Академии литературы и языка (1935).

## Жизнь и творчество
Учился в Париже. С 1934 года — профессор персидской литературы Тегеранского университета.
Автор около 2 тысяч работ по вопросам литературы и истории народов Ирана, Средней Азии, Индии, в том числе монографий об Аттаре, Низами, Хафизе, Рудаки (последняя в 3-х томах, 1931—1940), «История Бахрейна» (1955), «Социально-политическая история современного Ирана» (1956), по лексикографии, а также по русской и западноевропейским литературам.
В поэзии отразил явления современной жизни. В прозе заметно влияние западноевропейской литературы. Роман в письмах «Фарангис» (1931) содержит критику персидского общества, но главную причину социального зла автор усматривает в порочности современного человека. Роман-памфлет «На полпути в рай» (1953, русский перевод — 1960) показывает суть деятельности власть имущих.
Занимался переводами с восточных и европейских языков научной и художественной литературы. Один из основателей и член правления Иранского общества культурных связей с СССР (1943).